# Personer i Sverige födda i Österrike
Till personer i Sverige födda i Österrike räknas personer som är folkbokförda i Sverige och som har sitt ursprung i Österrike. Enligt Statistiska centralbyrån fanns det 2017 i Sverige sammanlagt cirka 5 800 personer födda i Österrike.

## Historik
Efter Anschluss kom flera barn till judar och politiskt förföljda från Wien till Sverige, och placerades ut i svenska fosterhem, och många av dem stannade kvar i Sverige efter andra världskriget. Under tidigt 1950-tal anställde flera svenska företag österrikare som arbetskraft, och migrationen från Österrike till Sverige ökade. Många österrikare har sökt svenskt medborgarskap.

## Historisk utveckling

### Födda i Österrike
| Personer i Sverige födda i Österrike 1900–2024 | Personer i Sverige födda i Österrike 1900–2024 | Personer i Sverige födda i Österrike 1900–2024 | Personer i Sverige födda i Österrike 1900–2024 | Personer i Sverige födda i Österrike 1900–2024 |
| --- | ---------------------------------------------- | ---------------------------------------------- | ---------------------------------------------- | ---------------------------------------------- |
| |                                                |                                                |                                                |                                                |
| År |                                                |                                                | Folkmängd                                      |                                                |
| 1900 | 1900                                           |                                                | 322                                            |                                                |
| 1930 | 1930                                           |                                                | 715                                            |                                                |
| 1950 | 1950                                           |                                                | 2 665                                          |                                                |
| 1960 | 1960                                           |                                                | 5 809                                          |                                                |
| 1970 | 1970                                           |                                                | 7 927                                          |                                                |
| 1980 | 1980                                           |                                                | 6 995                                          |                                                |
| 1990 | 1990                                           |                                                | 6 530                                          |                                                |
| 2000 | 2000                                           |                                                | 6 021                                          |                                                |
| 2001 | 2001                                           |                                                | 6 011                                          |                                                |
| 2002 | 2002                                           |                                                | 5 982                                          |                                                |
| 2003 | 2003                                           |                                                | 5 967                                          |                                                |
| 2004 | 2004                                           |                                                | 5 899                                          |                                                |
| 2005 | 2005                                           |                                                | 5 866                                          |                                                |
| 2006 | 2006                                           |                                                | 5 819                                          |                                                |
| 2007 | 2007                                           |                                                | 5 825                                          |                                                |
| 2008 | 2008                                           |                                                | 5 898                                          |                                                |
| 2009 | 2009                                           |                                                | 5 891                                          |                                                |
| 2010 | 2010                                           |                                                | 5 829                                          |                                                |
| 2011 | 2011                                           |                                                | 5 779                                          |                                                |
| 2012 | 2012                                           |                                                | 5 788                                          |                                                |
| 2013 | 2013                                           |                                                | 5 760                                          |                                                |
| 2014 | 2014                                           |                                                | 5 805                                          |                                                |
| 2015 | 2015                                           |                                                | 5 772                                          |                                                |
| 2016 | 2016                                           |                                                | 5 797                                          |                                                |
| 2017 | 2017                                           |                                                | 5 806                                          |                                                |
| 2018 | 2018                                           |                                                | 5 755                                          |                                                |
| 2019 | 2019                                           |                                                | 5 690                                          |                                                |
| 2020 | 2020                                           |                                                | 5 608                                          |                                                |
| 2021 | 2021                                           |                                                | 5 617                                          |                                                |
| 2022 | 2022                                           |                                                | 5 759                                          |                                                |
| 2023 | 2023                                           |                                                | 5 765                                          |                                                |
| 2024 | 2024                                           |                                                | 5 706                                          |                                                |
| Anm.: Befolkning den 31 december respektive år förutom åren 1960 och 1970 som avser förhållandet den 1 november och år 1980 som avser förhållandet den 15 september. |                                                |                                                |                                                |                                                |